# Pałac biskupa Floriana z Mokrska w Krakowie
Pałac biskupa Floriana z Mokrska – zabytkowa kamienica w Krakowie o charakterze pałacowym z XIV wieku zlokalizowana przy ul. Kanoniczej 18. Swoją nazwę zawdzięcza swojemu mieszkańcowi Florianowi z Mokrska, który w latach 1367–1380 był biskupem krakowskim. Około 1540 roku dom wszedł w posiadanie Jana Andrzeja Valentino – lekarza królowej Bony i Zygmunta I. Po pożarze w 1544 roku dom odnowił jego kolejny mieszkaniec Stanisław Hozjusz. Pałac został gruntownie przebudowany w latach 1560–1563 dzięki kanonikowi Marcinowi Izdbieńskiemu, prawdopodobnie przy udziale Jana Michałowicza z Urzędowa (jemu przypisuje się portal). Kolejne przebudowy pałacu miały miejsce w 1 poł. XVIII wieku i w XIX wieku. Napisy nad oknami pochodzą z utworów Solona Cycerona i Owidiusza. Dziedziniec ozdobiony jest dekoracją sgraffitową (trzy cnoty, scena ze św. Stanisławem i Piotrowinem, galeria portretów królewskich). Obecnie kamienica jest siedzibą Centrum Jana Pawła II „Nie lękajcie się”.

## Linki zewnętrzne

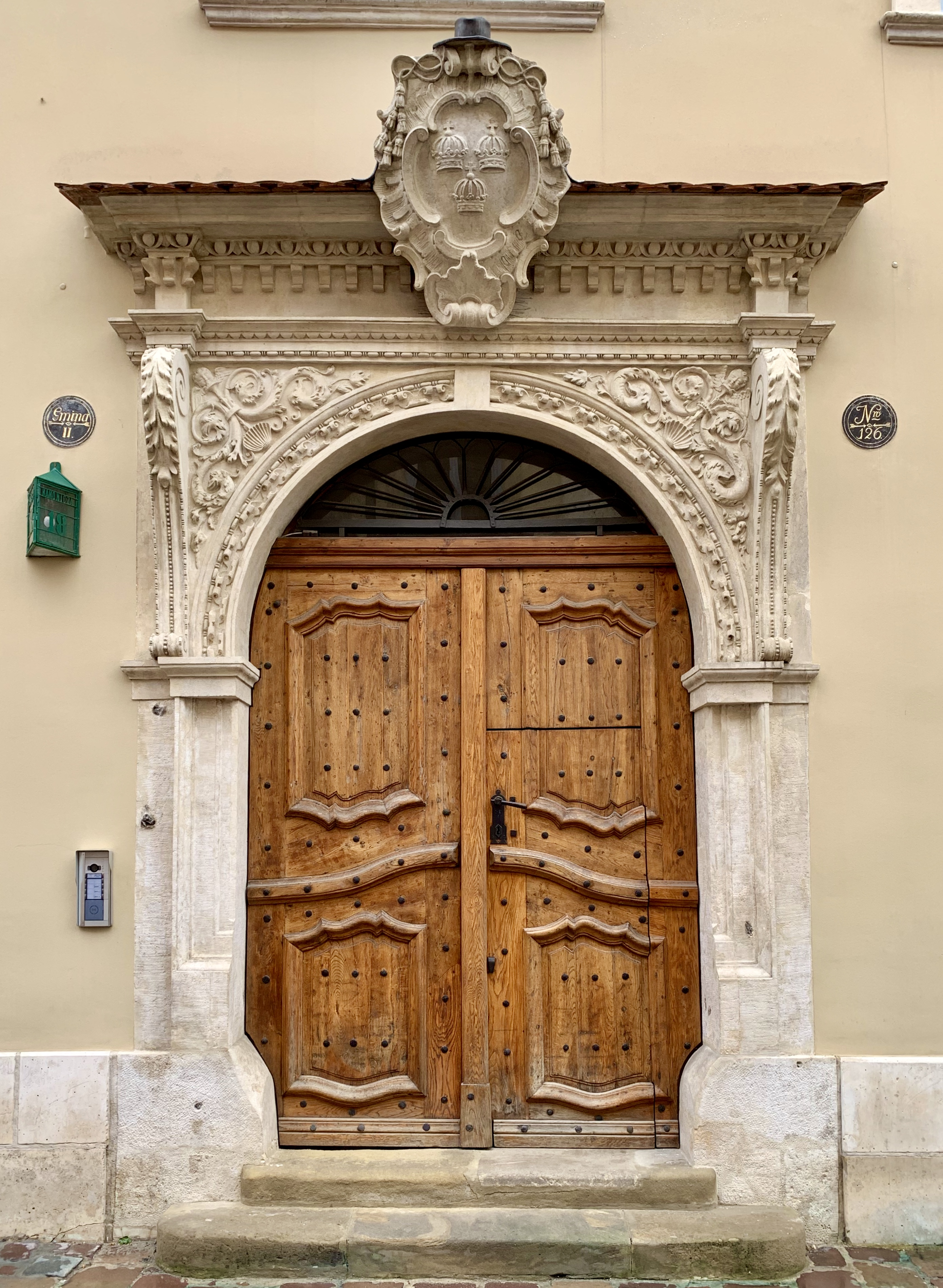
Portal pałacu